# Veljo Tormis

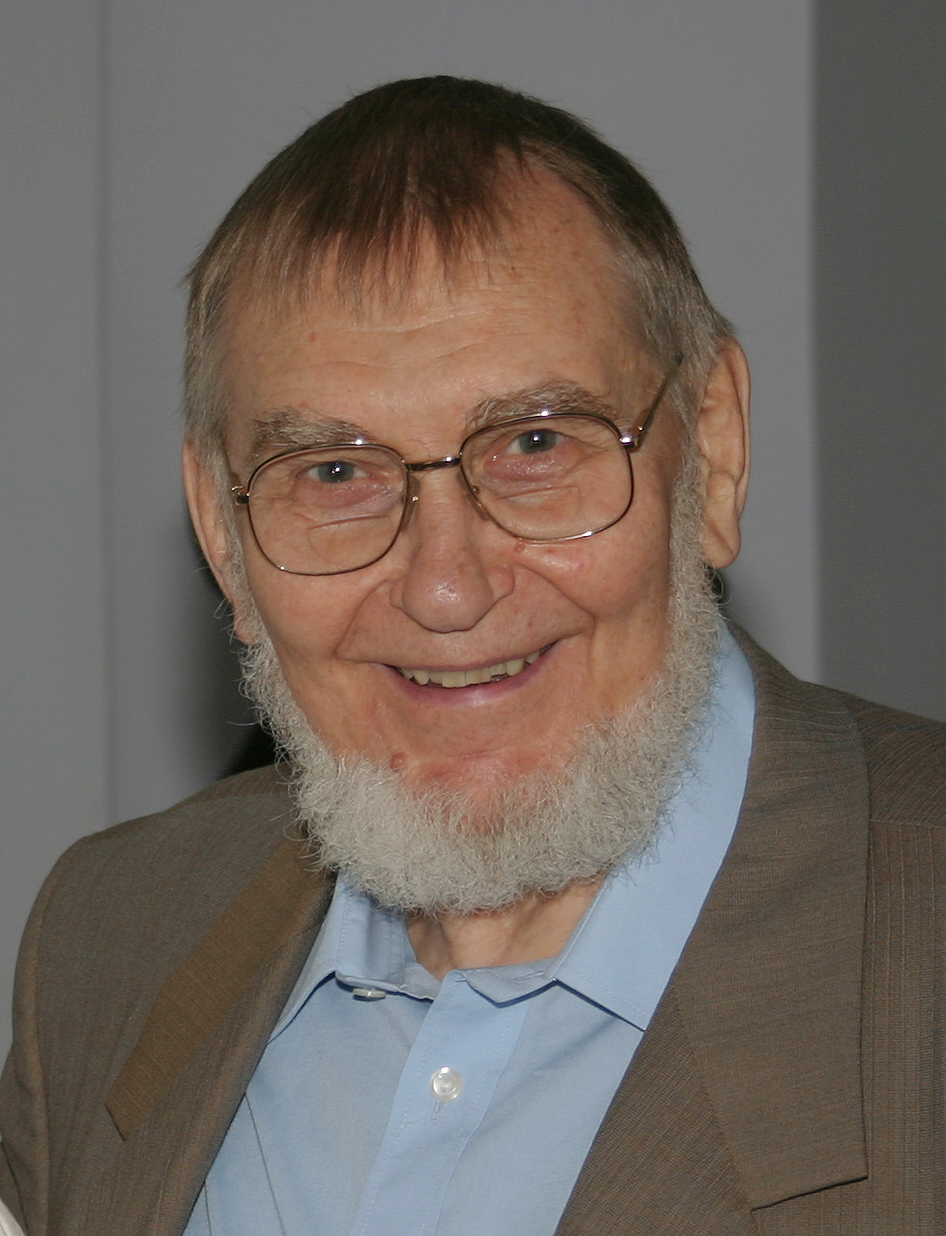
Veljo Tormis (2004)

Veljo Tormis (* 7. August 1930 in Kuusalu; † 21. Januar 2017 in Tallinn) war ein estnischer Komponist. Er gilt als einer der wichtigsten estnischen Komponisten des 20. Jahrhunderts. Er ist international bekannt für sein umfangreiches Werk von über 500 Chorkompositionen, die meisten a cappella. Die Mehrheit seiner Kompositionen basiert auf traditionellen estnischen Volksliedern.

## Leben
Veljo Tormis wurde als Sohn eines evangelischen Küsters und Chorleiters geboren. Er spürte früh eine Neigung und Begabung für die Musik. Von 1942 bis 1944 lernte er Orgel am Tallinner Konservatorium bei August Topman. Nach der Besetzung Estlands durch die Sowjetunion im Herbst 1944 wurde die Orgelklasse des Konservatoriums geschlossen, denn Orgelmusik galt als christliche und kirchliche Musik.
1950/51 studierte er das Fach Komposition am Staatlichen Tallinner Konservatorium bei Villem Kapp. Er schloss sein Studium 1956 am Moskauer Konservatorium in der Kompositions-Klasse von Wissarion Schebalin ab.
Von 1955 bis 1960 war Tormis Dozent an der Tallinner Musikschule. Von 1956 bis 1969 arbeitete er als Konsultant bei der Komponistenvereinigung der Estnischen SSR (estnisch ENSV Heliloojate Liit) in Tallinn. Ab 1969 war er als freischaffender Komponist tätig. Er sammelte die Lieder und Zaubersprüche der kleinen ostseefinnischen Völker, der Ischoren, Liven, Wepsen und Woten. Sie gingen in seine mehr als 60 großen Chorwerke ein. Sein bedeutendstes Chorwerk ist programmatisch Vergessene Völker überschrieben. So wurde Tormis zu einer „Stimme des Widerstands gegen eine sowjetische Politik einer Zerstörung von Erinnerung“.
Von 1974 bis 1989 bekleidete Tormis das Amt des ersten stellvertretenden Vorsitzenden des Estnischen Komponistenverbands.

## Auszeichnungen
1974 erhielt Tormis den Staatspreis der UdSSR, nachdem ihm bereits 1970 und 1972 der Staatspreis der Estnischen SSR verliehen worden war. 1980 und 1986 wurde er mit dem Jahrespreis Musik der Estnischen SSR ausgezeichnet. 1987 erhielt Tormis den Titel eines „Volkskünstlers der UdSSR“. 1989 wurde ihm die Ehrendoktorwürde der Estnischen Musikakademie verliehen. Es folgten 1995 der Kulturpreis der Republik Estland und 1998 die Auszeichnung für sein Lebenswerk durch die Stiftung für estnische Volkskultur (Eesti rahvuskultuuri fond). 2009 erhielt er den Kompositionspreis des Estnischen Musikrats und 2010 den Orden des Staatswappens I. Klasse, 2015 die Kreutzwald-Erinnerungsmedaille.

## Privatleben
Veljo Tormis war mit der Theaterwissenschaftlerin Lea Tormis (1932–2025), der Tochter des estnischen Schriftstellers Paul Rummo (1909–1981), verheiratet. Ihr Sohn ist der Photograph Tõnu Tormis (* 1954).

## Werke (Auswahl)
- Kihnu pulmalaulud (Hochzeitslieder von Kihnu), 1959
- Sügismaastikud (Herbstlandschaften), 1964
- Eesti kalendrilaulud (Estnische Kalenderlieder), 1966–67
- Maarjamaa ballaad (Ballade des Landes Mariä), 1967
- Raua needmine (Fluch auf das Eisen), 1972
- Pikse litaania (Litanei an den Donner), 1974
- Unustatud rahvad (Vergessene Leute), 1970–89
- Eesti ballaadid (Estnische Balladen), 1980
- Laulusild (Brücke des Liedes), 1981
- Varjele, Jumalan soasta (Gott, bewahre uns vorm Krieg), 1984
- Piispa ja pakana (Der Bischof und der Heide), 1992